# Stuart Little 2 (jeu vidéo)
Stuart Little 2 est un jeu vidéo de plates-formes développé par Magenta Software et édité par Activision, sorti en 2002 sur Windows, PlayStation et Game Boy Advance. Il est adapté du film du même nom.

## Accueil
- Jeux vidéo Magazine : 12/20 (PS1)[1] - 9/20 (GBA)[2]